# Thomas Karny
Thomas Karny (*  20. Mai 1964 in Graz) ist ein österreichischer Schriftsteller und Journalist.
Der Schwerpunkt seiner Arbeit liegt auf zeit- und sportgeschichtlichen Themen. Bekannt wurde er durch seinen dokumentarischen Roman „Die Hatz“ (1992), in dem er die Vorgänge während der im Februar 1945 von der SS initiierten „Mühlviertler Hasenjagd“ schildert. Der Stoff wurde vom österreichischen Regisseur Andreas Gruber unter dem Titel Hasenjagd – Vor lauter Feigheit gibt es kein Erbarmen (1994) erfolgreich verfilmt. In seinen weiteren Arbeiten beschäftigte sich Karny u. a. mit der in Österreich 1933 wieder eingeführten Todesstrafe und dem Umgang der österreichischen Nachkriegsjustiz mit NS-Tätern. Als seine bekannteste Sportpublikation gilt die Biografie über Rupert Hollaus, Österreichs ersten Motorsportweltmeister. Karny wurde für sein schriftstellerisches Werk mehrfach ausgezeichnet. 1989/90 war er Linzer Stadtschreiber. 1995 gründete Karny zusammen mit dem Historiker Heimo Halbrainer und den Historikerinnen Margit Franz und Manuela Fritz CLIO Verein für Geschichts- und Bildungsarbeit.

## Werke (Auswahl)
- Lesebuch zur Geschichte der oberösterreichischen Arbeiter, Grünbach 1990
- Die Hatz – Bilder zur "Mühlviertler Hasenjagd", Grünbach 1992
- Gegenbewegung – Skizzen zum Widerstand gegen den Nationalsozialismus in Oberösterreich (gemeinsam mit Heimo Halbrainer), Grünbach 1995
- Geleugnete Verantwortung – Der "Henker von Theresienstadt" vor Gericht (gemeinsam mit Heimo Halbrainer), Grünbach 1996
- Der Tod des Taglöhners – Warum Peter Strauß an den Galgen musste, Grünbach 1999
- Rupert Hollaus – Weltmeister für 1000 Stunden, St. Pölten 2004